# Stazione di Helmond 't Hout
Helmond 't Hout è una stazione ferroviaria secondaria passante di superficie sulla linea ferroviaria Venlo-Eindhoven nella città di Helmond, Paesi Bassi.